# Privilegio de Mielnik

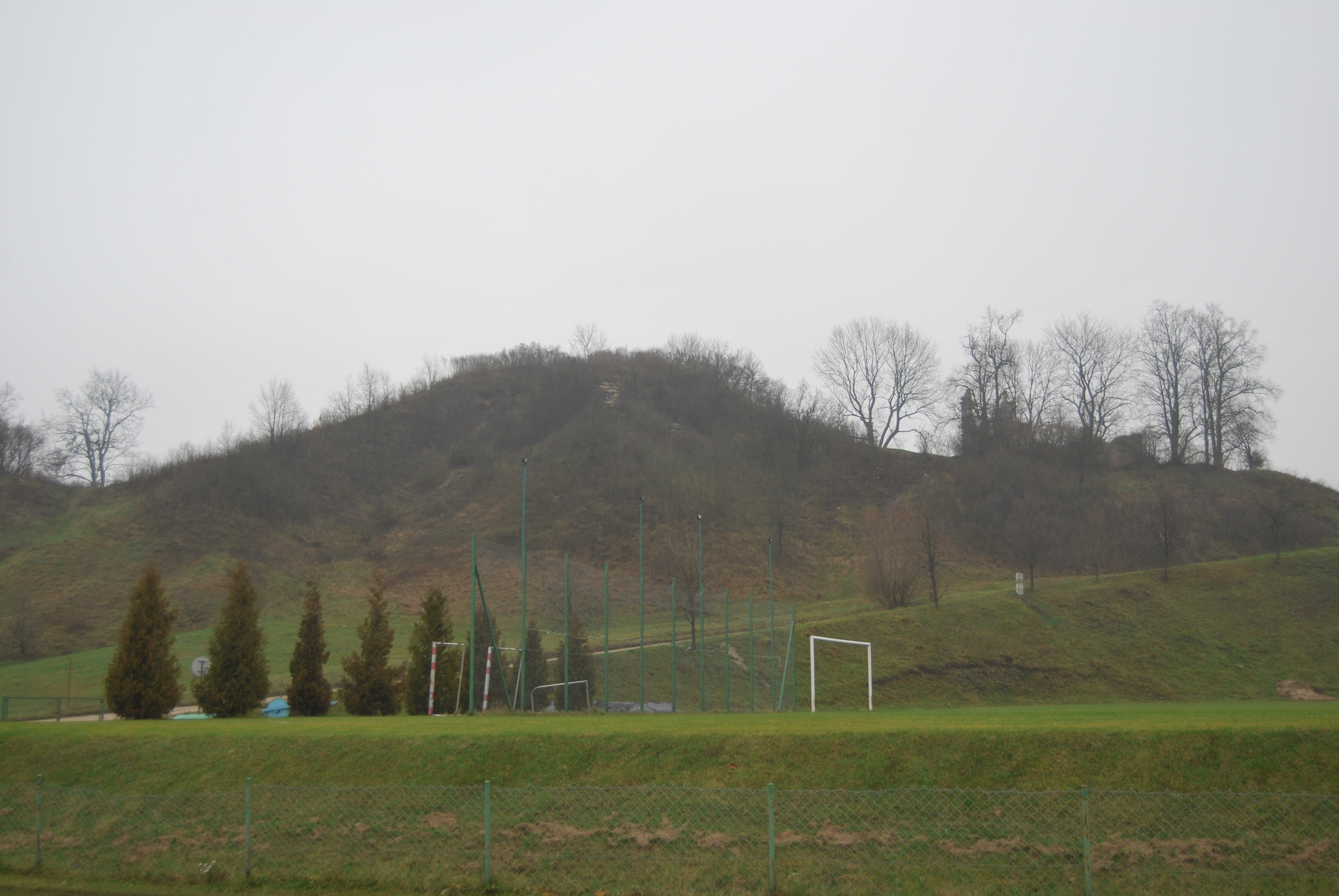
Restos arqueológicos en Mielnik. Imagen de 2010.

El Privilegio de Mielnik (en polaco: Przywilej mielnicki) fue una ley promulgada el 25 de octubre de 1501 en la ciudad de Mielnik por el rey Alejandro I Jagellón. Amplió sustancialmente los poderes del Senado y de la nobleza, a expensas del rey. Además, de facto, introdujo una forma de gobierno peculiar y sin precedentes en la historia. Sin embargo, el privilegio no fue confirmado por el rey después de su elección, y en 1504 fue rechazado por el Sejm. En su lugar se aprobaron los llamados Estatutos de Łaski.

## Contexto
Casimiro IV Jagellón (1427-1492), gran duque de Lituania (1440-1492) y rey de Polonia (1447-1492) fue uno de los gobernantes polacos más activos, bajo el cual Polonia, al derrotar a los Caballeros Teutónicos en la Guerra de los Trece Años, recuperó Pomerania, y la dinastía Jagellónica se convirtió en una de las principales casas reales de Europa.  A su muerte en 1492, la unión personal entre la Corona del Reino de Polonia y el Gran Ducado de Lituania estaba rota. Un hijo, Juan I Alberto de Polonia fue proclamado rey de Polonia, mientras que su hermano Alejandro gobernó el Gran Ducado de Lituania. Siguiendo a su padre, Juan Alberto intentó ganarse el apoyo de la nobleza, otorgándole varias concesiones en los Estatutos de Piotrków. La fallida invasión de Moldavia en 1497 complicó la situación interna de Polonia y fortaleció la posición de la nobleza. Al mismo tiempo, Lituania fue atacada por Iván III de Rusia, y en 1499 ambas naciones firmaron la Unión de Cracovia y Vilna, que revivió la alianza polaco-lituana. En 1500 murió Juan Alberto y el 3 de octubre de 1501 Alejandro se convirtió en rey de Polonia. Su elección empeoró la posición de los lituanos, que aceptaron la Unión de Mielnik. El propio Alejandro tuvo que firmar el Privilegio de Mielnik, que limitó su autoridad y amplió los poderes del Senado.
El Privilegio fue el siguiente:
- el Senado se convirtió en el principal órgano de gobierno de Polonia y, en caso de desacuerdo, la decisión de los más altos senadores era vinculante;
- el rey iba a ser jefe del senado, y su posición débil fue enfatizada por su nuevo título, "princeps senatus", que se refería a la tradición romana;
- el rey perdió el derecho a nombrar senadores por sí mismo. Los nuevos senadores debían ser nombrados solo con el permiso del Senado;
- los starostas, que anteriormente habían sido representantes reales, estaban sujetos al Senado;
- los senadores debían responder solo ante el Senado;
- a los senadores se les permitió renunciar a la lealtad al rey en algunas situaciones.

El nuevo sistema político de Polonia, creado por el privilegio, no gustaba a la baja nobleza, que se negaba a pagar impuestos y a participar en la pospolite ruszenie. El starostas no cooperó con los senadores, y durante el Sejm de 1504, que tuvo lugar en Piotrków Trybunalski, Jan Laski inició una ofensiva contra los todopoderosos magnates de la Pequeña Polonia. Como resultado, la nobleza logró recuperar su posición, y durante el Sejm de 1505 en Radom, el Nihil novi se introdujo la ley, que anuló el Privilegio de Mielnik.